# Río Mula
La comarca del Río Mula o conca del riu Mula és una comarca de la Regió de Múrcia (Espanya) formada per municipis d'Albudeite, Mula, Campos del Río i Pliego. Està situada en el centre de la regió, per la qual cosa limita amb totes les comarques, excepte les de l'Altiplà, Oriental, Camp de Cartagena i Mar Menor.

## Llista de municipis
| \| Municipi \| Població \| Extensió \| Densitat \| \| Albudeite \| 1.439 \| 17,6 \| 81,76 \| \| Campos del Río \| 2.052 \| 47,8 \| 42,92 \| \| Mula \| 15.028 \| 633,0 \| 23,74 \| \| Pliego \| 3.507 \| 29,1 \| 120,27 \| \| Total \| 23.183 \| 727,50 \| 31,86 \| |          |          |          |
| Municipi | Població | Extensió | Densitat |
| Albudeite | 1.439    | 17,6     | 81,76    |
| Campos del Río | 2.052    | 47,8     | 42,92    |
| Mula | 15.028   | 633,0    | 23,74    |
| Pliego | 3.507    | 29,1     | 120,27   |
| Total | 23.183   | 727,50   | 31,86    |

## Evolució demogràfica

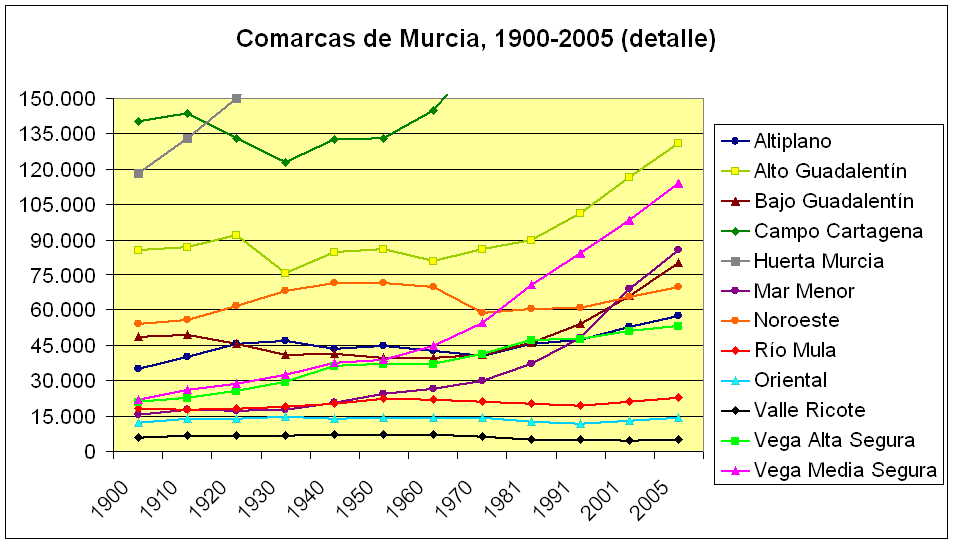
Evolució de la comarca (vermell) en el conjunt de comarques de la regió.

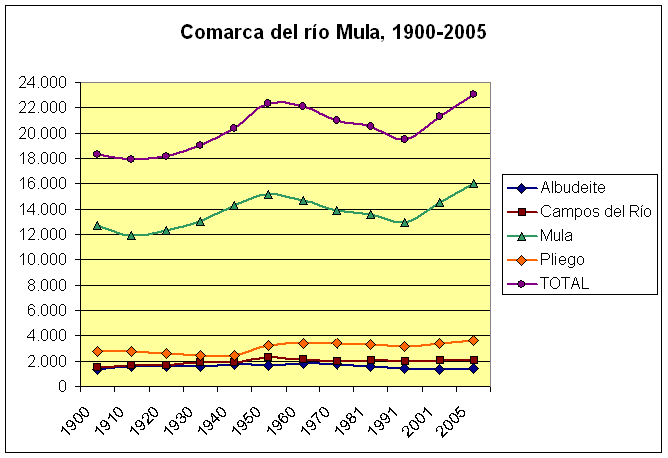
Evolució demogràfica de la comarca (lila) i els seus municipis

En el segle xx, l'evolució demogràfica de la comarca ha vingut determinada principalment per la de la capital, Mula. Des de 1900, ambdues han conegut un increment total del +26%, bastant inferior a la mitjana de la regió, que és del +131%.